# Théâtre en franco-provençal
La pratique théâtrale en francoprovençal est une pratique reconnue d'expression théâtrale en langue régionale, pratiquée notamment en Savoie et Haute-Savoie. La pratique du théâtre en langue savoyarde fait l'objet d'une fiche à l'Inventaire du patrimoine culturel immatériel en France. 

## Repères historiques
La pratique du théâtre populaire en Savoie est ancienne et remonte au XVIe siècle : si la langue parlée était le franco-provençal, dans sa variante savoyarde, celle du théâtre était le français. 
Au XIXe siècle, de nombreux auteurs savoyards publient leurs œuvres, majoritairement des récits et des chansons (non destinés à la mise en scène) en franco-provençal. Les premières traces de théâtre en franco-provençal sont relevées juste après la Première guerre mondiale. Au milieu du XXe siècle, alors que la langue recule de plus en plus dans l'usage courant, elle est de plus en plus présente dans le théâtre populaire villageois. 
Le développement théâtre en franco-provençal connaît plusieurs moments-clés.
Dans les années 1950, la JAC (Jeunesse Agricole Catholique), mouvement destiné à améliorer les conditions de vie des jeunes paysans, promeut de nouvelles techniques agricoles et organise des concours culturels et sportifs, encourageant ainsi la pratique du chant et du théâtre en franco-provençal. 
La création, dans les années 1970, des MJC (Maisons des Jeunes et de la Culture) va favoriser cette pratique. Dans les années 1980-1990, les troupes théâtrales se produisent essentiellement devant des "locuteurs passifs" (qui comprennent la langue mais ne la pratiquent pas). Bien que ce modèle soit toujours d'actualité, on dénombre une cinquantaine de spectacles théâtraux en franco-provençal chaque année. 

## La pratique aujourd'hui
Le déroulement des veillées théâtrales a peu changé depuis 50 ans. Les groupes organisent généralement une représentation annuelle (ou plusieurs représentations successives regroupées sur un week-end). 
La veillée propose une alternance de saynètes, monologues, chansons, courtes pièces de théâtre ou commentaires de l'actualité locale.
De nombreuses pièces enregistrées, notamment par le groupe des Patoisants de l'Albanais, ont été numérisées ; ce fonds d'archive sonores est consultable sur le site de l'Ecomusée PAYSALP depuis 2020. 